# Lincoln Park (Teksas)
Lincoln Park – miasto w Stanach Zjednoczonych, w stanie Teksas, w hrabstwie Denton.